# David Prieto
David Prieto Gálvez (Sevilla, 2 de enero de 1983) es un exfutbolista español.

## Trayectoria

### Comienzo sevillista
David Prieto se crio en la cantera del Sevilla Fútbol Club y consiguió llegar hasta el Sevilla Atlético en la temporada 2003-04. En ese año Prieto se afianzó en el eje central de la defensa llegando a jugar 35 partidos que sirvieron al equipo para meterse en la promoción de ascenso como tercer clasificado. Sin embargo, en la posterior fase de ascenso, al filial no le fue bien al no conseguir subir a Segunda División.
En la siguiente campaña el filial sevillista acabó la liga en la primera posición del grupo 4 de Segunda B. Desgraciadamente la gran temporada del segundo equipo del Sevilla no sirvió para nada al no obtener el ascenso en los play-off. Sin embargo la decepción de David tras no obtener el ascenso se vio calmada al conseguir debutar con el primer equipo.
En su tercera temporada siguió jugando con el Sevilla B donde también por tercera vez consecutiva se clasificaron para la promoción de ascenso a Segunda. Esta vez el equipo terminó la liga en la tercera posición aunque se acabaría repitiendo la historia de los años anteriores en las que no consiguieron el ansiado ascenso. Por otro lado, David Prieto volvería a jugar con el primer equipo.
Estaba claro el gran potencial que tenía David y que la Segunda B se le quedaba pequeña, pero el filial no había obtenido una plaza en Segunda División y le faltaba experiencia para jugar en el primer plantel.

### Primera etapa xerecista
Finalmente el club toma la decisión de buscar una salida en calidad de cedido al joven central. De este modo, Prieto recala para la temporada 2006-07 en el Xerez Club Deportivo de la Segunda División. Ese año es una de las revelaciones de liga, demostrando un gran nivel en un Xerez en el que disputa 38 partidos en liga.
Pese a la gran temporada realizada, David Prieto sigue sin tener un sitio en el Sevilla F. C. y el ascenso a Segunda del Sevilla Atlético hacen que el central volviese a la casa sevillista para jugar en el filial la temporada 2007-08.

### Vuelta al Sevilla
Así que tras el año de cesión que Prieto pasó en el Xerez C. D., vuelve a Sevilla para ayudar a la salvación del Sevilla Atlético así como para conseguir más experiencia. Pero en la temporada 2007-08, el Sevilla Atlético hace una gran temporada siendo el equipo revelación de los recién ascendidos. El equipo tras pasar una campaña tranquila en los puesto medio-altos de la tabla acaba en la novena posición, jugando David un total de 26 partidos.
Su continuidad en el filial se vio interrumpida por las convocatorias con el primer equipo donde Juande Ramos veía en él una promesa para el Sevilla F. C. con mucho que aportar. En total Prieto jugó 9 partidos de los cuales 8 lo hizo como titular disputando todos los minutos.
Para la temporada 2008-09, David pasa a ser definitivamente jugador de la primera plantilla del Sevilla Fútbol Club siendo el encargado de llevar el dorsal número 16 que se había dejado vacante el fallecimiento de Antonio Puerta. Desafortunadamente para él solo consigue jugar 13 partidos en liga.
En el verano de 2009, Manolo Jiménez notifica a David Prieto que no cuenta con él para la próxima campaña liguera, porque era el último central con el que contaría en la plantilla, recomendándole así que se buscase equipo.

### Segunda etapa en el Xerez
Tras las palabras del técnico sevillista y la búsqueda del Xerez por encontrar centrales, el Sevilla, David y el Xerez acaban llegando a un acuerdo para la incorporación como cedido al club azulino en su debut en Primera División (temporada 2009-10). Una de las claves del fichaje fue la gran relación que mantienen el Sevilla y el Xerez, así como el gran año que David pasó en la 06-07 en el Xerez Deportivo.

### Tenerife y Córdoba
El 28 de julio de 2010 se hace oficial su desvinculación del Sevilla para fichar por una temporada por el Club Deportivo Tenerife. Tras un año en el club canario, ficha por el Córdoba Club de Fútbol, donde permanece otra temporada.

### Tercera etapa en el Xerez
En julio de 2012 se anuncia su incorporación, por tercera vez en seis años, al Xerez Club Deportivo.

## Clubes
| Club                    | País   | Temporada |
| ----------------------- | ------ | --------- |
| Jerez C. F.             | España | 2002-03   |
| Sevilla Atlético        | España | 2003-04   |
| Sevilla Atlético        | España | 2004-05   |
| Sevilla F. C.           | España | 2004-05   |
| Sevilla Atlético        | España | 2005-06   |
| Sevilla F. C.           | España | 2005-06   |
| Xerez C. D.             | España | 2006-07   |
| Sevilla Atlético        | España | 2007-08   |
| Sevilla F. C.           | España | 2007-08   |
| Sevilla F. C.           | España | 2008-09   |
| Xerez C. D.             | España | 2009-10   |
| C. D. Tenerife          | España | 2010-11   |
| Córdoba C. F.           | España | 2011-12   |
| Xerez C. D.             | España | 2012-13   |
| C. D. Lugo              | España | 2013-14   |
| Real Murcia             | España | 2014-15   |
| Atlético Baleares       | España | 2015-16   |
| Atlético Baleares       | España | 2016-17   |
| Club Deportivo Mirandés | España | 2017-18   |
| Club Deportivo Mirandés | España | 2018-19   |
| C. F. Fuenlabrada       | España | 2018-19   |
| C. F. Fuenlabrada       | España | 2019-20   |

## Palmarés

### Copas nacionales
| Título                          | Club             | País   | Año  |
| ------------------------------- | ---------------- | ------ | ---- |
| Trofeo Colombino                | Sevilla F. C.    | España | 2005 |
| Trofeo de la Vendimia           | Sevilla F. C.    | España | 2005 |
| Campeón Segunda B Gr.4          | Sevilla Atlético | España | 2005 |
| XXXV Trofeo Ciudad de El Puerto | Xerez C. D.      | España | 2006 |
| Trofeo de Lucena                | Sevilla Atlético | España | 2007 |
| Supercopa España                | Sevilla F. C.    | España | 2007 |
| Trofeo Antonio Puerta           | Sevilla F. C.    | España | 2008 |
| Trofeo Ramón de Carranza        | Sevilla F. C.    | España | 2008 |
| Trofeo Ramón de Carranza        | Sevilla F. C.    | España | 2009 |

### Copas internacionales
| Título                           | Club          | País    | Año  |
| -------------------------------- | ------------- | ------- | ---- |
| Torneo Internacional de Shanghái | Sevilla F. C. | China   | 2005 |
| Copa de la UEFA                  | Sevilla F. C. | Holanda | 2006 |
| Copa de los Ferrocarriles        | Sevilla F. C. | Rusia   | 2008 |

- Además ha sido Subcampeón de la Supercopa de Europa de 2007 disputada en Mónaco.

## Curiosidades
- En el Sevilla F. C. llevó el dorsal 16 que había pertenecido a Antonio Puerta.[5]
- En abril de 2010 fue padre de un niño llamado Luca.[6]